# 대한컬링연맹
대한컬링연맹(Korea Curling Federation)은 컬링 발전을 위해 설립된 협회로서, 각종 국제 대회 컬링 경기에서 대한민국을 대표하는 단체이다.